# Senecio bicolor subsp. cineraria
Senecio bicolor subsp. cineraria é uma subespécie de planta com flor pertencente à família Asteraceae. 
A autoridade científica da subespécie é (DC.) Chater, tendo sido publicada em Botanical Journal of the Linnean Society 68(4): 273. 1974.

## Portugal
Trata-se de uma subespécie presente no território português, nomeadamente em Portugal Continental e no Arquipélago dos Açores.
Em termos de naturalidade é introduzida nas duas regiões atrás indicadas.

## Protecção
Não se encontra protegida por legislação portuguesa ou da Comunidade Europeia.